# Capes Lake
Capes Lake är en sjö i Kanada.   Den ligger i provinsen British Columbia, i den sydvästra delen av landet, 3 700 km väster om huvudstaden Ottawa. Capes Lake ligger 1 005 meter över havet. Arean är 0,30 kvadratkilometer. Den sträcker sig 0,6 kilometer i nord-sydlig riktning, och 0,7 kilometer i öst-västlig riktning.
I omgivningarna runt Capes Lake växer i huvudsak barrskog. Runt Capes Lake är det glesbefolkat, med 14 invånare per kvadratkilometer.